# Ainu (rasă canină)
Ainu este o rasă de câini care originează din Japonia. Acești câini sunt devotați stăpânilor și precauți cu străinii. Deseori pot fi, însă, și foarte încăpățânați.
Numele alternative pentru această rasă sunt: Hokkaido-ken, Hokkaido-inu, Hokkaido, Ainu-ken. Se intuiește astfel țara de origine, Japonia.
Ainu a fost crescut de populația băștinașă din Hokkaido, denumită „Ainu”, pentru vânătoarea de urși și căprioare. Majoritatea acestor câini sunt astăzi doar animale de companie. În 1937, rasa a fost declarată de către japonezi, monument natural. Acesta este un câine rar.

## Istorie

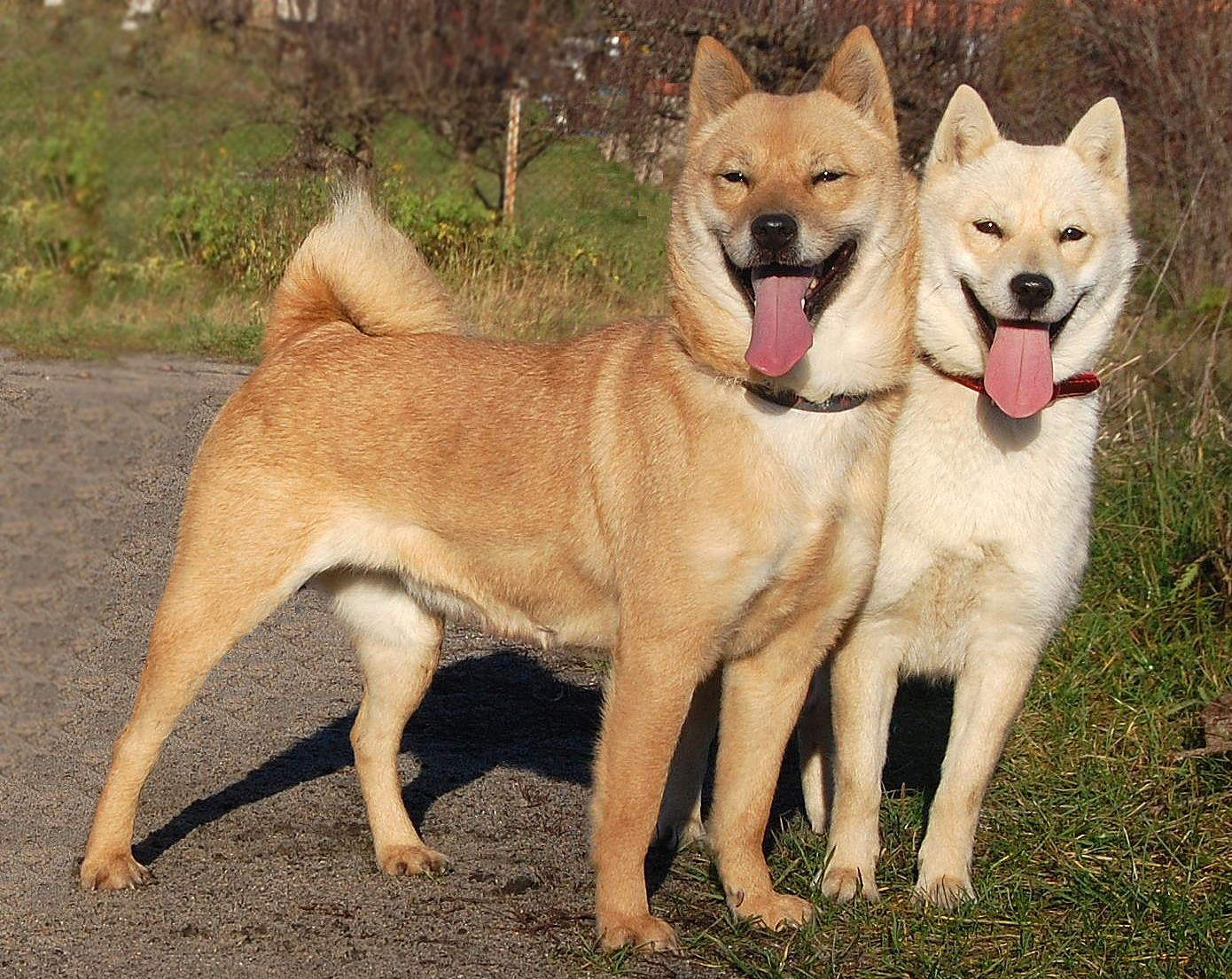
Doi câini Ainu.

Ainu (sau „Hokkaido”) este cea mai veche rasă de câini din Japonia, declarată în anul 1937 în țara de origine drept monument al naturii. Acest câine a primit numele său după tribul „Ainu” de pe Insula Hokkaido, din Japonia.

## Descriere fizică
Ainu este un câine de talie medie, cu un corp ușor alungit. Are ochi mici, triunghiulari și maro, nasul este negru, iar urechile sunt mici. Deseori, acești câini au pete negre pe limbă. Pieptul este adânc și lat, iar coada și-o ține peste spate. Blana este dublă, scurtă și groasă. Culorile acestei rase sunt: alb, negru, roșu sau vărgat. Măsoară între 45 și 55 de cm și cântărește între 20 și 30 de kg.

## Personalitate
Ainu este un patruped puternic și curajos, care poate fi, însă, și destul de încăpățânat. Este mereu afectuos cu stăpânul, dar precaut cu străinii. Este alert și devotat. Este deci un câine necesar la casa omului, însă nu este recomandat vieții la bloc.

## Întreținere

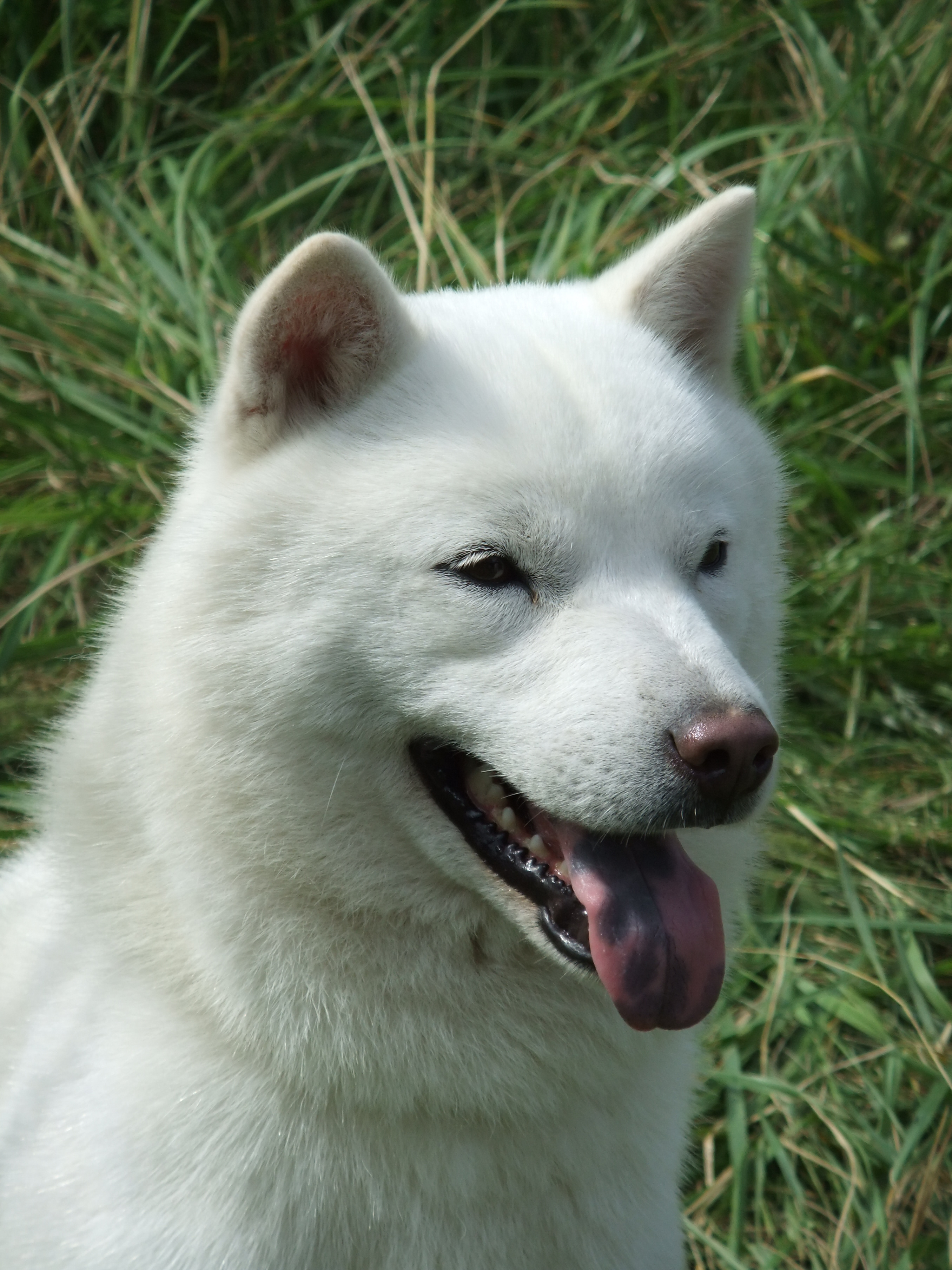
Un Ainu de culoare albă.

### Hrana
Această rasă consumă la maturitate aproximativ 200-300 de grame de hrană. Aceasta trebuie să fie proaspătă și să conțină proteine care să-i ofere câinelui energie. Fiind un câine care a vânat în trecut, unii crescători recomandă și carnea crudă. În afară de hrană câinele are nevoie de apă proaspătă la discreție pentru a-și potoli setea.

### Dresaj
Acești câini sunt foarte inteligenți, ușor de dresat, extrem de curajoși, în ciuda mărimii lor sunt capabili să atace și un urs de 250 kg. Au un simț ascuțit al orientării, fiind în stare să se întoarcă acasă indiferent de distanță.

### Boli
Este un câine sănătos, în general fără probleme de sănătate. Dacă dieta îi este respectată și are o curte pe măsură unde să alerge sau este scos regulat la exercițiile zilnice de care are nevoie, nu vor fi probleme.

## Caracteristici
- Înălțime: între 44-45 cm.
- Greutate: între 20-30 kg.
- Durata de viață: 11-13 ani.